# Дітер Нолен
Дітер Нолен (нім. Dieter Nohlen; нар. 6 листопада 1939) — німецький академік і політолог. Зараз він обіймає посаду почесного професора політології на факультеті економічних і соціальних наук Гейдельберзького університету. Будучи експертом з виборчих систем і політичного розвитку, він опублікував кілька книг.